# Casper Didrik Hoppenstedt
Casper Didrik Hoppenstedt, född 26 april okänt år, var en svensk ämbetsman.

## Biografi
Casper Didrik Hoppenstedt var son till bildhuggaren Baltzar Hoppenstedt. Han var från 1734 till 1746 politieborgmästare i Kalmar.

### Familj
Hoppenstedt var gift med Emerentia Wejdling.